# Instituto de estudos políticos de Lion

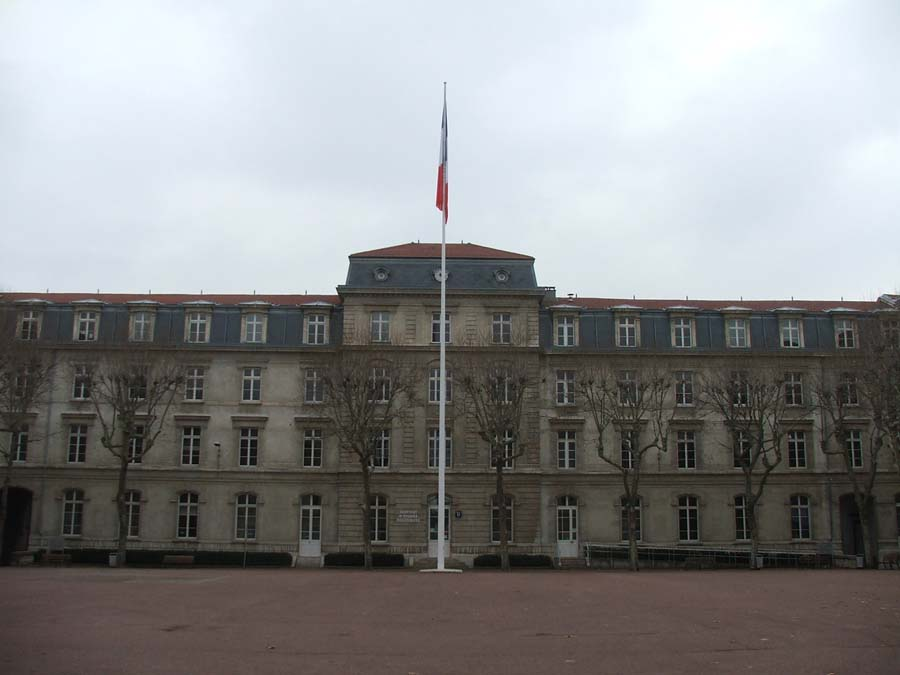
Prédio administrativo do IEP de Lyon

O Instituto de Estudos Políticos de Lyon (em francês, Institut d'études politiques de Lyon ,  também conhecido como  IEP de Lyon   ou   Sciences-Po Lyon) é um estabelecimento de ensino superior público francês, voltado para as ciências sociais e políticas e para as relações internacionais. Fundado em 1948, em Lyon, é administrativamente vinculado à Universidade de Lyon II - Lumière, sendo um dos nove Institut d'études politiques da França e, portanto, uma grande école.
Desde 2004, aplicando a reforma do tratado de Bolonha, Sciences-Po Lyon propõe um curso de cinco anos. O diploma do  IEP dá o título de  master. Como nos demais instituts d'études politiques, a formação é pluridisciplinar, estruturada sobre quatro pilares principais: História, Ciências Políticas e Sociais,  Economia e Direito. O terceiro ano consiste de atividades externas  - um estágio ou  curso universitário no estrangeiro.  

## Ligação externa
- Página oficial